# The Surge 2
The Surge 2 ist ein Action-Rollenspiel in einem Science-Fiction-Setting, das 2019 erschienen ist. Wie der Vorgänger The Surge wurde es vom deutschen Studio Deck13 entwickelt und durch Focus Home Interactive gepublished. Das souls-artige Computerspiel erschien für Windows, Xbox One und PlayStation 4.

## Handlung
Die Handlung findet in der Stadt Jericho City statt, die nach den Ereignissen in der nahegelegenen CREO-Fabrik des ersten Teils unter Quarantäne gestellt wurde. Die Stadt ist abgeriegelt und steht unter Militärrecht. Der Spieler-Charakter befand sich in einem Flugzeug auf dem Weg nach Jericho City und wacht nach einem Absturz einige Monate später in einem Gefängnis auf. Dort attackieren sich Roboter und Gefangene gegenseitig, weshalb der Spieler eine Waffe ergreift und sich zur Flucht aufmacht. Im Stadtgebiet kämpft man sich durch verschiedene Areale, wie einem Industriehafen, eine Militärbasis, ein verzweigtes Untergrundareal und einen Stadtpark. Es gilt im Verlaufe der Handlung die Hintergründe um die Geschehnisse aufzudecken.

## Spielprinzip
Das Spielprinzip gleicht im Grunde The Surge. Primärer Spielinhalt ist der Nahkampf mit verschiedenen Waffen im Stile der Soulslikes. Wie im Vorgänger ist das Body-Part-System ein zentrales Spielelement. Dabei können Körperteile, wie der Kopf und Gliedmaßen, gezielt anvisiert und abgeschlagen werden um sie als Teil der eigenen Ausrüstung zu nutzen. Man kämpft dabei hauptsächlich gegen humanoide Feinde. Genretypisch gibt es aber auch Bossgegner, welche zahlreicher als im ersten Teil sind. Im Gegensatz zum Vorgänger kann das Aussehen des Hauptcharakters im Editor selbst zusammengestellt werden. So ist es auch möglich, eine Frau zu spielen. Innerhalb von Dialogen gibt es teilweise Multiple-Choice-Auswahlmöglichkeiten. Abseits der Haupthandlung finden sich Nebenquests, die absolviert werden können.

## Entwicklung
Nachdem der erste Teil im Mai 2017 erschienen war, zeigte sich Publisher Focus Home Interactive im Dezember 2017 über die Verkaufszahlen von fast einer halben Million Exemplare erfreut. Zudem kündigte man an, in Kürze die Pläne für die weitere Zusammenarbeit mit Entwickler Deck13 bekannt zu geben, was bereits als Andeutung für die Ankündigung eines neuen Spiels gewertet wurde. Tatsächlich wurde The Surge 2 im Februar 2018 für einen Release im Jahr 2019 angekündigt. Als Grafik-Engine diente erneut FLEDGE, die Deck13 selbst entwickelt hat. Im Juni 2019 wurde der 24. September desselben Jahres als offizieller Releasetermin bestätigt, nachdem das Datum bereits im Microsoft Store geleakt war. Nachdem das Spiel zu diesem Termin für Windows, Xbox One und PlayStation 4 veröffentlicht wurde, gab Entwickler Deck13 Ende 2020 bekannt, dass man nicht an einem Next-Gen-Update für PlayStation 5 und Xbox Series arbeite, da die Ressourcen des Studios fast vollständig an dessen neues Projekt gebunden seien. Bei diesem handle es sich allerdings nicht um einen Nachfolger zu The Surge 2. Stattdessen kündigten Deck13 und Focus Entertainment auf der Gamescom 2022 das Fantasy-Action-RPG Atlas Fallen an.

## Erweiterungen
Der Publisher bot ein Monat nach Erscheinen des Hauptspiels einen Season-Pass zum Kauf an. Darin enthalten waren drei Einzel-DLCs:
- Ein Paket mit 13 neuen Waffen, veröffentlicht im November 2019.
- Ein Paket mit 3 neuen Ausrüstungssets, veröffentlicht im Dezember 2019.
- Eine Story-Erweiterung mit dem Titel „The Kraken“, die im Januar 2020 veröffentlicht wurde.

Die Erweiterung The Kraken kann etwa ab der Mitte der Haupthandlung gespielt werden. Schauplatz ist die VBS Krakow, ein zur Wohngegend im Stil der 1980er Jahre umgebautes Militärschiff.

## Rezeption
Das Spiel erhielt überwiegend gute Kritiken, deren Wertungen im Schnitt etwas höher als beim Vorgänger ausfielen.
Die GameStar nannte The Surge 2 eine gelungene Fortsetzung, wertete es aber aufgrund technischer Mängel der PC-Version von 85 auf 80 Punkte ab. Gelobt wurden das gelungene Tutorial, die im Vergleich zum Vorgänger erhöhte Abwechslung bei Gegnern und Endgegnern sowie die Anpassungs- und Aufwertungsmöglichkeiten. Bei der Story bleibe das Spiel zwar hinter seinen Möglichkeiten zurück, sei aber insbesondere durch die abwechslungsreichere Spielwelt in fast allen Punkten besser als der Vorgänger. Auch 4Players sieht eine klare Steigerung mit deutlich verschachtelterem Leveldesign.

„Das ist ein sehr gutes Kampf-Abenteuer! The Surge 2 kann technische und erzählerische Schwächen mit einem klasse verschachtelten Leveldesign, Erkundungsreizen und motivierender Charakter-Entwicklung ausgleichen.“

IGN Deutschland stellt einige Verbesserungen im Vergleich zum Vorgänger fest, vermisst aber „die ganz großen Sprünge“. Der internationale IGN-Test gibt sogar an, dass das Spiel den ersten Teil nicht übertreffe, was auch die etwas niedrigere Gesamtwertung widerspiegelt.
Für den Deutschen Computerspielpreis 2020 wurde das Spiel in der Kategorie „Bestes Gamedesign“ nominiert, in der es gegen Anno 1800 unterlag, das auch zum „Besten Deutschen Spiel“ gekürt wurde.
Das Konsolenspielemagazin GamePro listete The Surge 2 im September 2022 hinter Nioh 2 auf Platz 2 der besten Alternativen zu From Softwares Soulslikes.